# Ciceri e tria
Los ciceri e tria son un plato típico de la región de Apulia, en el sur de Italia, que se compone de pasta y garbanzos. Es uno de los platos emblemáticos de Salento. La pasta, que es muy similar al tallarín pero hecha a mano, se cocina de dos maneras: una parte se fríe y la otra se cuece en agua. Ello se mezcla con los garbanzos, también cocidos por separado. Se condimenta con una salsa de cebolla, tomates pelados y ajo, sofritos en el mismo aceite en el que se frio la pasta.
Se trata de un plato muy antiguo. Ya el propio Horacio en las Sátiras (I, IV, v. 115) expresa su felicidad al regresar a casa para probar el  lagane e ceci que tanto quería. En este caso, el lagane se refiere a las tiras de pasta frita o asada. El actual nombre de la pasta, tria, proviene de la palabra árabe  إطرية iṭriya , término que también derivó en el español «aletría», refiriéndose al fideo.